# Lekkoatletyka na Letnich Igrzyskach Olimpijskich 2004 – bieg na 800 m mężczyzn
Bieg na 800 m mężczyzn – jedna z konkurencji lekkoatletycznych rozgrywanych podczas letnich igrzysk olimpijskich w 2004. Eliminacje odbyły się 25 sierpnia, półfinały rozegrano 26 sierpnia, finał zaś miał miejsce 28 sierpnia.
Udział w tej konkurencji brało 72 zawodników z 58 państw. Zawody w tej konkurencji wygrał reprezentant Rosji Jurij Borzakowski. Drugą pozycję zajął zawodnik z RPA Mbulaeni Mulaudzi, trzecią zaś reprezentujący Danię Wilson Kipketer.

## Wyniki

### Eliminacje
Bieg 1
| Miejsce | Zawodnik             | Państwo           | Wynik   |
| ------- | -------------------- | ----------------- | ------- |
| 1.      | Mbulaeni Mulaudzi    | Południowa Afryka | 1:45,72 |
| 2.      | René Herms           | Niemcy            | 1:45,83 |
| 3.      | Lee Jae-hun          | Korea Południowa  | 1:46,24 |
| 4.      | Arthémon Hatungimana | Burundi           | 1:46,35 |
| 5.      | Michael Rotich       | Kenia             | 1:46,42 |
| 6.      | Nazar Beglijew       | Turkmenistan      | 1:49,64 |
| 7.      | Əlibəy Şükürov       | Azerbejdżan       | 1:51,11 |
| 8.      | Fadrique Iglesias    | Boliwia           | 1:51,87 |

Bieg 2
| Miejsce | Zawodnik             | Państwo         | Wynik   |
| ------- | -------------------- | --------------- | ------- |
| 1.      | Joseph Mutua         | Kenia           | 1:45,65 |
| 2.      | Ricky Soos           | Wielka Brytania | 1:45,70 |
| 3.      | Djabir Saïd-Guerni   | Algieria        | 1:45,94 |
| 4.      | Achraf Tadili        | Kanada          | 1:46,63 |
| 5.      | David Fiegen         | Luksemburg      | 1:46,97 |
| 6.      | Mindaugas Norbutas   | Litwa           | 1:47,38 |
| 7.      | Panajotis Strumbakos | Grecja          | 1:47,69 |
| 8.      | Lê Văn Dương Lê      | Wietnam         | 1:49,81 |

Bieg 3
| Miejsce | Zawodnik               | Państwo              | Wynik   |
| ------- | ---------------------- | -------------------- | ------- |
| 1.      | Wilson Kipketer        | Dania                | 1:44,69 |
| 2.      | Jonathan Johnson       | Stany Zjednoczone    | 1:45,31 |
| 3.      | Jean-Patrick Nduwimana | Burundi              | 1:45,38 |
| 4.      | Osmar dos Santos       | Brazylia             | 1:45,90 |
| 5.      | Jason Stewart          | Nowa Zelandia        | 1:46,24 |
| 6.      | João Pires             | Portugalia           | 1:46,71 |
| 7.      | Jasmin Salihović       | Bośnia i Hercegowina | 1:49,59 |
| 8.      | Jan Sekpona            | Togo                 | 1:54,25 |

Bieg 4
| Miejsce | Zawodnik            | Państwo    | Wynik   |
| ------- | ------------------- | ---------- | ------- |
| 1.      | Wilfred Bungei      | Kenia      | 1:44,84 |
| 2.      | Ismail Ahmed Ismail | Sudan      | 1:45,17 |
| 3.      | Samwel Mwera        | Tanzania   | 1:45,30 |
| 4.      | Nicolas Aïssat      | Francja    | 1:45,31 |
| 5.      | Bram Som            | Holandia   | 1:45,72 |
| 6.      | Michaił Kołganow    | Kazachstan | 1:47,36 |
| 7.      | Mohamed Al-Azemi    | Kuwejt     | 1:47,67 |
| 8.      | Erkinjon Isoqov     | Uzbekistan | 1:48,28 |

Bieg 5
| Miejsce | Zawodnik                | Państwo   | Wynik   |
| ------- | ----------------------- | --------- | ------- |
| 1.      | Jurij Borzakowski       | Rosja     | 1:46,20 |
| 2.      | Berhanu Alemu           | Etiopia   | 1:46,26 |
| 3.      | Miguel Quesada          | Hiszpania | 1:46,32 |
| 4.      | Joeri Jansen            | Belgia    | 1:46,66 |
| 5.      | Paskar Owor             | Uganda    | 1:47,87 |
| 6.      | Moise Joseph            | Haiti     | 1:48,15 |
| 7.      | Isireli Naikelekelevesi | Fidżi     | 1:49,08 |
| 8.      | Kondwani Chiwina        | Malawi    | 1:49,87 |

Bieg 6
| Miejsce | Zawodnik             | Państwo                   | Wynik   |
| ------- | -------------------- | ------------------------- | ------- |
| 1.      | Amine Laâlou         | Maroko                    | 1:45,88 |
| 2.      | Iwan Heszko          | Ukraina                   | 1:45,92 |
| 3.      | Khadevis Robinson    | Stany Zjednoczone         | 1:46,14 |
| 4.      | Dmitrij Bogdanow     | Rosja                     | 1:47,03 |
| 5.      | Nabil Madi           | Algieria                  | 1:47,52 |
| 6.      | Selahattin Çobanoğlu | Turcja                    | 1:47,83 |
| 7.      | Sajjad Moradi        | Iran                      | 1:49,49 |
| 8.      | Andy Grant           | Saint Vincent i Grenadyny | 1:57,08 |

Bieg 7
| Miejsce | Zawodnik                | Państwo                      | Wynik   |
| ------- | ----------------------- | ---------------------------- | ------- |
| 1.      | Dmitrijs Miļkēvičs      | Łotwa                        | 1:46,66 |
| 2.      | Antonio Manuel Reina    | Hiszpania                    | 1:46,66 |
| 3.      | Florent Lacasse         | Francja                      | 1:46,91 |
| 4.      | Majed Saeed Sultan      | Katar                        | 1:47,92 |
| 5.      | Abdoulaye Wagne         | Senegal                      | 1:47,95 |
| 6.      | Mohammed Al-Salhi       | Arabia Saudyjska             | 1:48,42 |
| 7.      | Ramil Aritkułow         | Rosja                        | 1:49,25 |
| 8.      | Ali Mohamed Al-Balooshi | Zjednoczone Emiraty Arabskie | 1:51,76 |

Bieg 8
| Miejsce | Zawodnik                | Państwo           | Wynik   |
| ------- | ----------------------- | ----------------- | ------- |
| 1.      | Andrea Longo            | Włochy            | 1:46,75 |
| 2.      | Hezekiél Sepeng         | Południowa Afryka | 1:46,82 |
| 3.      | André Bucher            | Szwajcaria        | 1:47,34 |
| 4.      | Manuel Olmedo           | Hiszpania         | 1:47,71 |
| 5.      | Michal Šneberger        | Czechy            | 1:47,89 |
| 6.      | Sherridan Kirk          | Trynidad i Tobago | 1:48,12 |
| 7.      | Wane Stojanow           | Macedonia         | 1:49,02 |
| 8.      | Abd as-Salam ad-Dabadżi | Palestyna         | 1:53,86 |

Bieg 9
| Miejsce | Zawodnik           | Państwo           | Wynik   |
| ------- | ------------------ | ----------------- | ------- |
| 1.      | Gary Reed          | Kanada            | 1:46,74 |
| 2.      | Mouhssin Chehibi   | Maroko            | 1:46,77 |
| 3.      | Youssef Saad Kamel | Brunei            | 1:46,94 |
| 4.      | Derrick Peterson   | Stany Zjednoczone | 1:47,60 |
| 5.      | Glody Dube         | Botswana          | 1:48,25 |
| 6.      | Prince Moses Mumba | Zambia            | 1:48,36 |
| 7.      | Byron Piedra       | Ekwador           | 1:48,42 |
| 8.      | Cornelis Sibe      | Surinam           | 2:00,06 |

### Półfinały
Bieg 1
| Miejsce | Zawodnik           | Państwo           | Wynik   |
| ------- | ------------------ | ----------------- | ------- |
| 1.      | Djabir Saïd-Guerni | Algieria          | 1:45,76 |
| 2.      | Mbulaeni Mulaudzi  | Południowa Afryka | 1:46,09 |
| 3.      | Antonio Reina      | Hiszpania         | 1:46,17 |
| 4.      | Iwan Heszko        | Ukraina           | 1:46,66 |
| 5.      | Nicolas Aïssat     | Francja           | 1:47,14 |
| 6.      | Berhanu Alemu      | Etiopia           | 1:47,40 |
| 7.      | Amine Laâlou       | Maroko            | 1:47,53 |
| 8.      | René Herms         | Niemcy            | 1:47,68 |

Bieg 2
| Miejsce | Zawodnik           | Państwo           | Wynik   |
| ------- | ------------------ | ----------------- | ------- |
| 1.      | Wilfred Bungei     | Kenia             | 1:44,28 |
| 2.      | Jurij Borzakowski  | Rosja             | 1:44,29 |
| 3.      | Mouhssin Chehibi   | Maroko            | 1:44,62 |
| 4.      | Hezekiél Sepeng    | Południowa Afryka | 1:44,75 |
| 5.      | Bram Som           | Holandia          | 1:45,52 |
| 6.      | Dmitrijs Miļkēvičs | Łotwa             | 1:46,62 |
| 7.      | Gary Reed          | Kanada            | 1:47,38 |
| 8.      | Samwel Mwera       | Tanzania          | DSQ     |

Bieg 3
| Miejsce | Zawodnik               | Państwo           | Wynik   |
| ------- | ---------------------- | ----------------- | ------- |
| 1.      | Wilson Kipketer        | Dania             | 1:44,63 |
| 2.      | Ismail Ahmed Ismail    | Sudan             | 1:45,45 |
| 3.      | Joseph Mutua           | Kenia             | 1:45,54 |
| 4.      | Andrea Longo           | Włochy            | 1:45,97 |
| 5.      | Jean-Patrick Nduwimana | Burundi           | 1:46,15 |
| 6.      | Ricky Soos             | Wielka Brytania   | 1:46,74 |
| 7.      | Osmar dos Santos       | Brazylia          | 1:48,23 |
| 8.      | Jonathan Johnson       | Stany Zjednoczone | 1:50,10 |

### Finał
| Miejsce | Zawodnik            | Państwo           | Wynik   |
| ------- | ------------------- | ----------------- | ------- |
| 01 !    | Jurij Borzakowski   | Rosja             | 1:44,45 |
| 02 !    | Mbulaeni Mulaudzi   | Południowa Afryka | 1:44,61 |
| 03 !    | Wilson Kipketer     | Dania             | 1:44,65 |
| 4.      | Mouhssin Chehibi    | Maroko            | 1:45,16 |
| 5.      | Wilfred Bungei      | Kenia             | 1:45,31 |
| 6.      | Hezekiél Sepeng     | Południowa Afryka | 1:45,53 |
| 7.      | Djabir Saïd-Guerni  | Algieria          | 1:45,61 |
| 8.      | Ismail Ahmed Ismail | Sudan             | 1:52,49 |